# Oedopeza
Oedopeza es un género de escarabajos longicornios de la tribu Acanthocinini.

## Especies
- Oedopeza apicalis (Gilmour, 1962)
- Oedopeza costulata (Gilmour, 1962)
- Oedopeza cryptica Monné, 1990
- Oedopeza flavosparsa Monné, 1990
- Oedopeza fleutiauxi (Villiers, 1980)
- Oedopeza guttigera Bates, 1864
- Oedopeza leucostigma Bates, 1864
- Oedopeza louisi Audureau, 2010
- Oedopeza maculatissima Monné & Martins, 1976
- Oedopeza ocellata (Fabricius, 1801)
- Oedopeza setigera (Bates, 1864)
- Oedopeza umbrosa (Germar, 1824)